# Drâa-Tafilalet
Drâa-Tafilalet (en berbère : ⴷⵔⴰ ⵜⴰⴼⵉⵍⴰⵍⵜ "Tamnaḍat en Dra-Tafilalt", en arabe: درعة -تافيلالت) est une des douze nouvelles régions du Maroc instituées par le découpage territorial de 2015.
Elle comprend les provinces du Drâa de l'ancienne région Souss-Massa-Draâ ainsi que les provinces du Tafilalet de l'ancienne région de Meknès-Tafilalet.

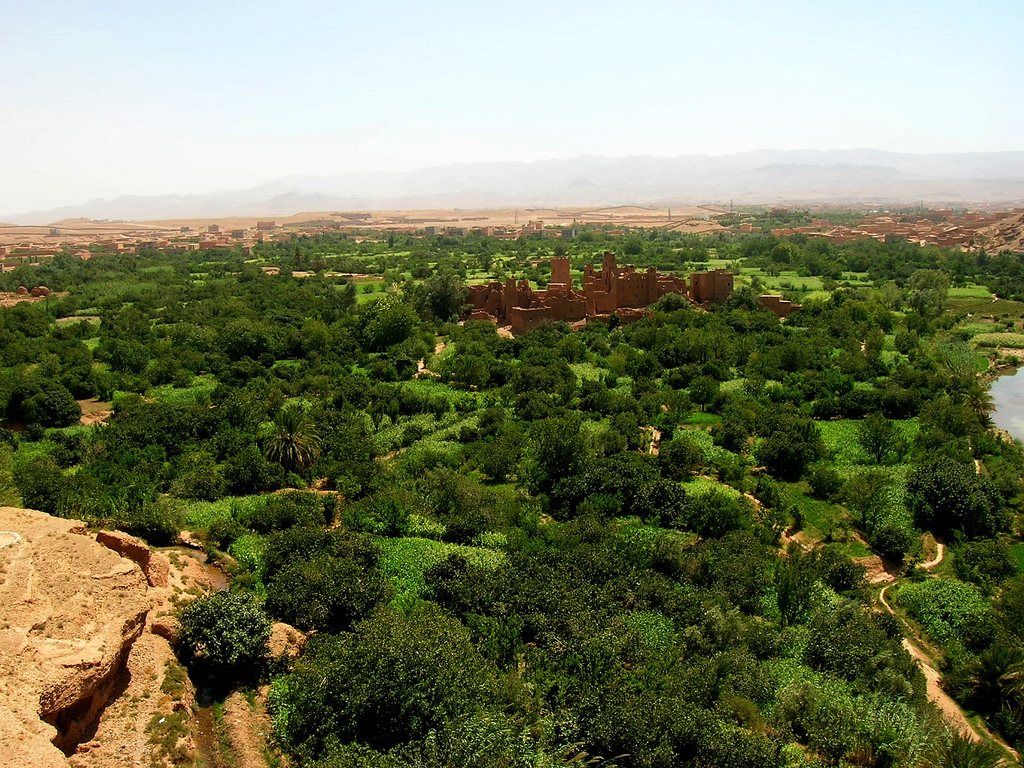
Vue sur la vallée de Kelaat-M'Gouna

## Découpage territorial
La région Drâa-Tafilalet comprend les cinq provinces suivantes :
- la province de Ouarzazate (إقليم ورزازات);
- la province de Tinghir (اقليم تنغير);
- la province de Zagora (اقليم زاكورة).

- la province d'Errachidia (اقليم الرشيدية);
- la province de Midelt (اقليم ميدلت);

## Géographie
Situé au sud de l’Atlas, ce territoire se caractérise par des contraintes environnementales importantes, une faiblesse relative des ressources naturelles, dans de vastes étendues de territoires peu peuplés. La région couvre les montagnes atlasiques ainsi que les zones des steppes et déserts plus ou moins oasiens. 
Ces spécificités, qui ont guidé par leur caractère homogène le dessin des frontières régionales, sont au cœur des enjeux de développement et du défi de la mise en valeur des potentialités propres à ces territoires, jusque-là à la marge de territoires plus riches.

### Localisation
Localisé en sud-est, Drâa-Tafilalet est bordée par quatre régions ainsi que par la frontière algéro-marocaine ;
- au nord-est par l'Oriental ;
- au nord par Fès-Meknès ;
- au nord-ouest par Béni Mellal-Khénifra ;
- au sud-ouest par Souss-Massa ;
- à l'est par l'Algérie.

### Relief et climat
La région de Drâa-Tafilalet se caractérise par deux principales zones géographiques et climatiques :
- la zone du nord où les montagnes du Haut Atlas peuvent culminer à plus de 3 000 m avec des chutes de neige durant l'hiver ;
- la zone du sud où les oasis verdoyantes sont entourées par des montagnes d'Anti-Atlas dont la température peut atteindre 48 °C durant l'été.

En plus de ça, la région comporte l'un des deux plus grands ergs au Maroc qui sont Erg Chebbi à Merzouga et Erg Chgaga à Mhamid El Ghizlane.

## Économie
La région de Drâa Tafilalet concentre 40 % des permis d’exploitation de mines au Maroc, hors phosphate. Entre 2011 et 2016, 350 permis de recherche y ont été délivrés.
En avril 2011, les ouvriers intérimaires de la mine de cobalt de Bou Azar se déclarent en grève et poursuivront leur mouvement pendant un an et demi. Ces travailleurs au statut précaire revendiquent le droit aux congés hebdomadaires et annuels payés, l’indemnisation des accidents de travail, la déclaration à la sécurité sociale et surtout la titularisation des ouvriers intérimaires, dont certains ont une ancienneté de plus de dix ans. 
Cette lutte s’achèvera avec de maigres acquis : distribution de masques de protection pour les mineurs de fond ou livraison de cartes professionnelles. Des mineurs sont suspendus, et d’autres licenciés. Trois parmi eux seront condamnés à des peines de prison ferme en octobre 2012.

## Infrastructure

### Réseau routier
La route nationale no 10 est la principale route de la région qui la pénètre verticalement depuis Ouarzazate, le pôle économique et touristique de la région, à Errachidia, la capitale de la région en passant par Tinghir. En outre, la région compte plusieurs routes nationales telles que la route nationale 9 qui dessert Zagora à Marrakech en passant par le col de Tizi n'Tichka, et la route nationale 13 reliant Errachidia à Méknes, et finalement la route nationale 12 qui relie Rissani à Zagora.

### Aéroports
La région comporte trois aéroports internationaux :
- Aéroport de Ouarzazate ;
- Aeroport d'Errachidia moulay Ali chérif ;
- Aéroport de Zagora.